# Набойченко, Станислав Степанович
Станисла́в Степа́нович Набо́йченко (25 марта 1942, Симферополь — 20 апреля 2022, Екатеринбург) — советский и российский учёный-металлург, ректор (с 1986 по 2007) Уральского государственного технического университета — УПИ. Председатель Совета ректоров вузов Свердловской области и Уральского федерального округа, вице-президент Российского Союза ректоров. Профессор, член-корреспондент РАН. Заслуженный деятель науки и техники Российской Федерации (1994).

## Биография

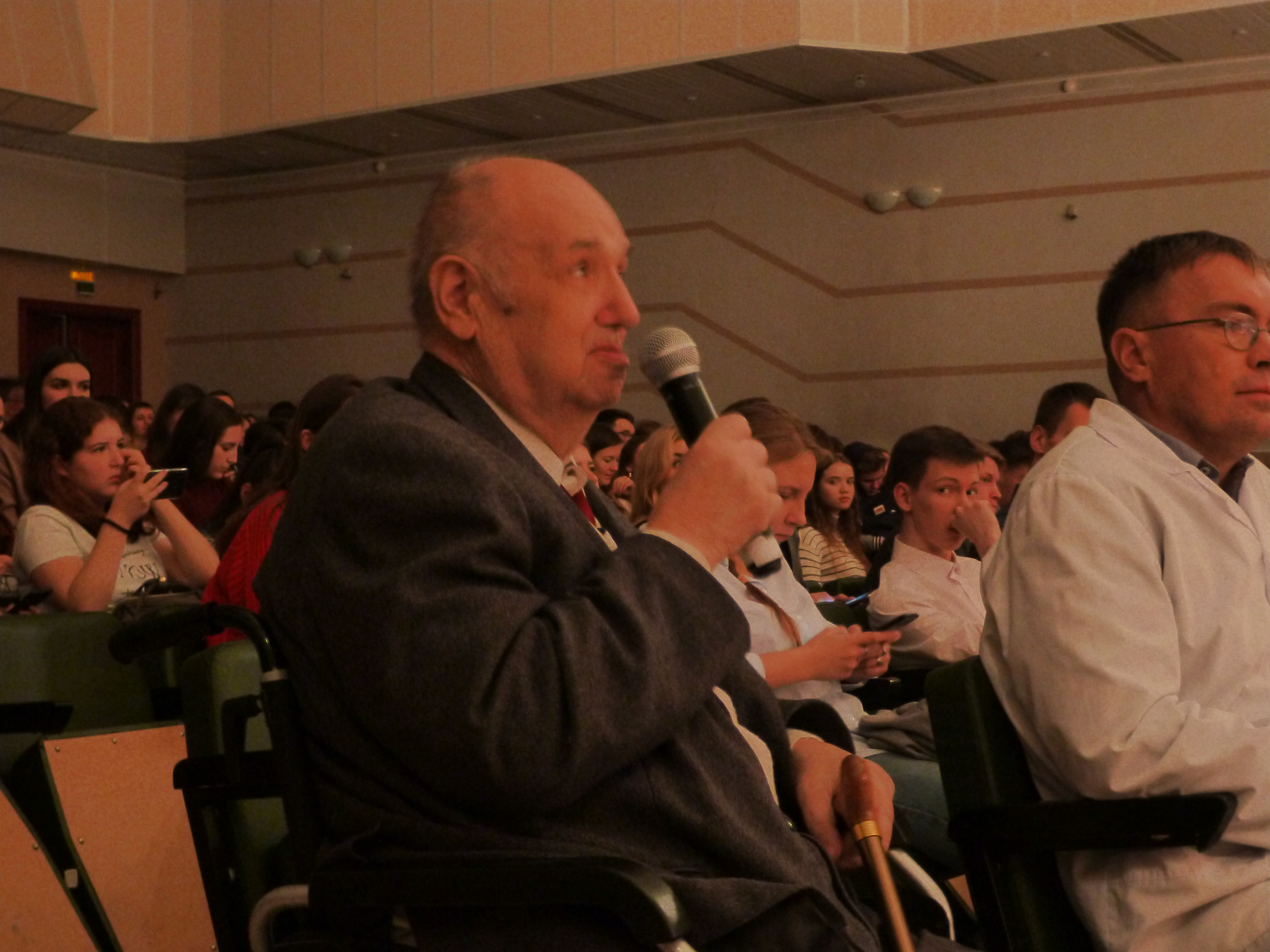
Станислав Набойченко в 2019 году

Родился 25 марта 1942 года в Симферополе, Крымская АССР. В 1942 году под Сталинградом погиб его отец. В 1947 году семья переехала на Урал.
В 1954 году поступил в Свердловский горно-металлургический техникум, а в 1958-м стал студентом Уральского политехнического института им. С. М. Кирова (УПИ).
В 1963 году окончил этот вуз по специальности «металлургия цветных металлов».
В 1963—1976 — работал в институте «Унипромедь» МинЦветМет СССР в г. Свердловске.
В 1976—1986 — преподавал на металлургическом факультете УПИ.
В 1981—1985 — декан металлургического факультета УПИ.
С апреля 1985 года по ноябрь 1986 года — секретарь парткома УПИ
В 1986 году избран ректором УПИ.
В 2000 году избран членом-корреспондентом Российской академии наук.
В 2001 году избран председателем Совета ректоров вузов Уральского федерального округа
В декабре 2007 года покинул пост ректора, избран Президентом УГТУ-УПИ.
В январе 2013 года решением Учёного Совета УрФУ должность Президента университета упразднена, в связи с чем С. С. Набойченко покинул данный пост и перешёл на заведование кафедрой «Металлургия цветных металлов».
С сентября 2018 года — профессор-консультант кафедры «Металлургия цветных металлов».
20 апреля 2022 года скончался после продолжительной болезни, похоронен на Широкореченском кладбище.

## Семья
Женат, имеет сына — Евгения, заместителя директора Института физической культуры, спорта и молодёжной политики УрФУ. Невестка — Анастасия Набойченко, юрист. Внуки: Екатерина Набойченко, Семён Набойченко. Правнук: Лев (2021).

## Достижения
Доктор технических наук (1980), профессор; заведующий кафедрой «Металлургия тяжёлых цветных металлов» (1988—2018); специалист в области исследования гидрометаллургических процессов; действительный член Международной инженерной академии, Российской инженерной академии и др.; председатель совета ректоров вузов Свердловской области; почётный доктор Монгольского технического университета (1992), Оренбургского государственного университета (1998), химико-металлургического института (Казахстан, Караганда, 2012).
Является автором более 450 научных трудов, в том числе 49 монографий, 49 изобретений. Воинское звание — генерал-майор запаса.

## Награды и звания
- Орден «За заслуги перед Отечеством» III степени (4 марта 2013) — за большие заслуги в области образования и многолетнюю плодотворную работу[1]
- Орден «За заслуги перед Отечеством» IV степени (26 апреля 2000) — за заслуги перед государством, многолетний добросовестный труд и большой вклад в укрепление дружбы и сотрудничества между народами[2]
- Орден «Знак Почёта» (20 августа 1986)
- Медаль «В ознаменование 100-летия со дня рождения Владимира Ильича Ленина» (8 апреля 1970)
- Медаль «Ветеран труда» (26 декабря 1991)
- Медаль «Дружба» (Монголия, 1995)
- Орден «Полярная Звезда» (Монголия, 2001)
- Нагрудный знак «Почётный работник высшего профессионального образования Российской Федерации» (2002)
- Медаль К. Д. Ушинского (2004)
- Заслуженный деятель науки и техники РСФСР (1994)
- Почётный работник науки и высшего образования (Монголия, 1988)
- Лауреат премии Правительства Российской Федерации в области образования (2000, 2005).
- Заслуженный металлург Российской Федерации (2001)
- Почётный гражданин г. Сан-Хосе (США, шт. Калифорния, 1993)
- Почётный гражданин г. Дархан (Монголия, 1988)
- Почётный гражданин Свердловской области (2004)[3]
- Почётная грамота Министерства образования Российской Федерации (2001)
- Почётная грамота Законодательного собрания Свердловской области (2002)
- Почётная грамота Министерства промышленности, науки и технологий Российской Федерации (2001)
- Почётный знак «За заслуги в развитии физической культуры и спорта» (1995)
- Почётный знак Олимпийского Комитета Российской Федерации «За заслуги в развитии Олимпийского движения в России» (2005)
- Медаль «Лучшие люди России» (2006)
- Медаль «Патриот России» (2008)
- Почётный работник науки и техники РФ (2007)
- Премия имени И. П. Бардина — за серию работ «Автоклавная гидрометаллургия цветных металлов» (2016)

## Память
Именем Набойченко названа улица — ранее участок улицы Коминтерна.